# Liz Allen
Elizabeth "Liz" Allan (comumente o sobrenome é grafado erroneamente como "Allen"), é uma personagem da Marvel Comics, criada por Stan Lee e Steve Dikto. Com o visual de uma Marilyn Monroe adolescente, Liz Allan foi o primeiro interesse romântico de Peter Parker nas histórias do Homem-Aranha. Parker a disputava com Flash Thompson, seu inimigo no colégio, mas a timidez do rapaz o fez desistir da garota. Também não ajudava o fato de Liz fazer o tipo "loura burra". Liz é linda, mas não é muito inteligente, por isso Peter Parker a ajudava em matérias como Matemática e Química. Assim ela se apaixonou.
Peter logo se interessaria por outra garota, a centrada Betty Brant. Durante algum tempo as duas se antipatizaram, num confronto que lembrava Lois Lane e Lana Lang das histórias do Superman. Mas esses primeiros namoros de Peter Parker logo terminaram: Betty odiava o Homem-Aranha, a quem culpava pela morte do irmão, o que afastou Peter. E Liz desapareceu das histórias quando Peter entrou para a Universidade.
Pouco depois da morte de Gwen Stacy, Liz Allan retornaria numa história especialmente desenhada por John Romita, cujo vilão era o Magma (chamado de Homem Moldado em publicações anteriores no Brasil). Nessa história se descobre que Liz se afastara para cuidar do vilão, que era seu parente. Quando ele morre, Liz volta a estudar e entra para a Universidade, onde conhece Harry Osborn, com quem acaba se casando e tendo um filho.

## Em outras mídias
- Liz Allan aparece em Spider-Man: The Animated Series, dublada por Marla Rubinoff. Ela é amiga de Mary Jane e apaixonada por Harry Osborn, mesmo após ele virar o Duende Verde.
- Liz Allan aparece em The Spectacular Spider-Man, dublada por Alanna Ubach. Com uma aparência mais Latina, ela começa a série como namorada de Flash Thompson, mas depois se interessa por Peter Parker.
- Liz Allan é uma das colegas de Peter Parker em Spider-Man, dublada por Natalie Lander.
- Laura Harrier interpreta Liz Allan em Spider-Man: Homecoming (2017), onde ela é filha de Adrian Toomes, o Abutre.[1][2]